# 파니 코탕송

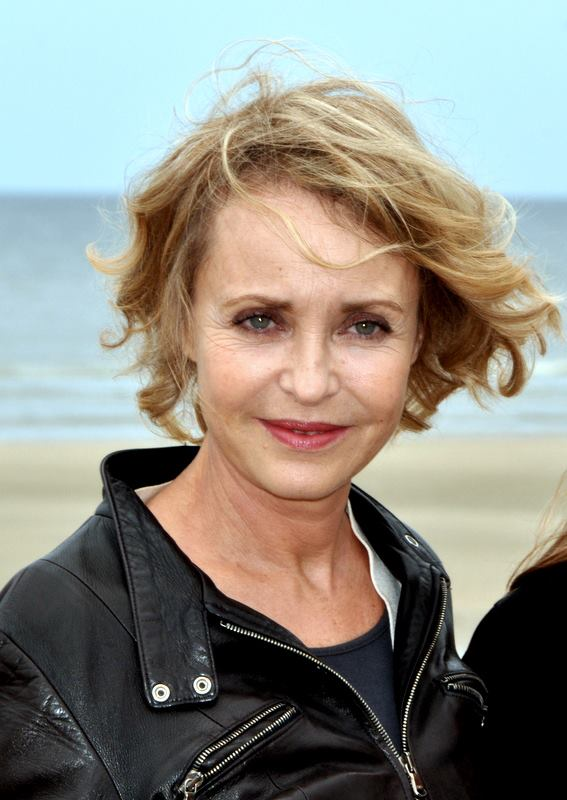

파니 코탕송(Fanny Cottençon, 1957년 5월 11일 ~ )은 프랑스의 배우이다. 프랑스령 적도 아프리카 가봉 포르장티에서 태어났다. 1983년에 1982년 영화 북극성 작품으로 세자르상의 여우조연상을 수상했다.

## 영화
- 북극성 (1982년 영화)